# Amrita
En sánscrito, Amrita, Amrit o Amata (su traducción  ‘sin muerte’) es el nombre que recibe el néctar de los dioses. También se le asocia al Soma, que es considerado la ambrosía, o comida de los Devas o Dioses.

## Etimología y transliteraciones
- amṛta, en el sistema AITS (alfabeto internacional para la transliteración del sánscrito).[1]
- अमृत, en escritura devanagari del sánscrito.[1]
- ਅੰਮ੍ਰਿਤ en pali
- ಅಮೃತ en idioma canarés
- Pronunciación:
  - /amríta/ en sánscrito[1] o
  - /amrít/ en varios idiomas modernos de la India (como el bengalí, el hindi, el marathi o el pali).
- Etimología: ‘inmortal’[1]
  - a: partícula negativa.
  - mritiu: ‘muerte’.

## Significados

### Masculino
- amrita (masculino):
  - inmortal; en el Rigveda (el texto más antiguo de la India, de mediados del II milenio a. C.).
  - imperecedero; el Rigveda y el Vāyasanei samjitá.
  - un inmortal (un dios); en el Rigveda.
  - nombre del dios Visnú, en el Majabhárata (libro 13).
  - nombre del dios Shiva
  - nombre del dios Dhanwantari; según lexicógrafos (tales como Amara Simja, Jalaiuda, Jemachandra, etc.).
  - la raíz de una planta; según lexicógrafos
  - la planta Phaseolus Trilobus (Ait.),

### Neutro
- amrita (neutro):
  - inmortalidad; según el Rig-veda.
  - grupo colectivo de inmortales; según el Rig-veda.
  - mundo de la inmortalidad, Cielo, eternidad; según el Rig-veda, el Atharvaveda y el Vāyasanei samjitá.
  - mritāni (neutro, plural): inmortales; en el Rig-veda 1.72.1 y 3.38.4.
  - el néctar soma (que confiere sensación de inmortalidad, generada originalmente en el batido del océano de leche), ambrosía; según el Rig-veda.
  - no muerto; en el Majabhárata (texto épico-religioso del siglo III a. C.).
  - emancipación final (Moksha (hinduismo)), amado, querido, leche, comida, propiedad, oro, mercurio, un veneno en particular, el número cuatro, una pera, arroz hervido, nombre de varias conjunciones de planetas que supuestamente conferirían larga vida; según lexicógrafos (tales como Amara Simja, Jalaiuda, Jemachandra, etc.).
  - amrita o pañāmrita (neutro): ghee (mantequilla clarificada); según lexicógrafos.
  - alimento parecido al néctar.
  - antídoto contra el veneno; según los escritos del médico Súsruta.
  - nombre de un medicamento, según Súsruta (9.36),
  - cualquier medicamento en general; según textos budistas.
  - los remanentes de un sacrificio (amrita-bhush).
  - limosna no solicitada; Leyes de Manu 4.4 y 5
  - agua; según el Naighantuka, comentado por Iaská.
  - cualquier dulce, una golosina; según el Ramayana (7.7.3).
  - un rayo de luz; según el Raghu-vamsa10.59
  - nombre de un metro poético; según el Rig-veda-prati-sakhia.
  - nombre de un lugar sagrado de peregrinación, en el norte de la India; según el Jari-vamsa (14095)

### Femenino
- amritā (femenino, aunque se pronuncia igual que el masculino: /amríta/):
  - amritā: nombre de una diosa; según el Rig-veda &c
  - licor espirituoso; según lexicógrafos (tales como Amara Simja, Jalaiuda, Jemachandra, etc.).
  - las plantas Emblica Officinalis, Terminalia Citrina Roxb., Cocculus Cordifolius, Piper Longum, Ocimum tenuiflorum.
  - nombre de la madre del rey Pariksit; según el Majabhárata (1.3794).
  - nombre de Daksaiani (Satí (diosa)); según el Matsia-purana.
  - nombre de la hermana de Amritodana; según textos budistas.
  - nombre de un río; según el Chatur-varga-chintámani, de Jemadri.
  - nombre del primer kalā de la Luna; según el Brahma-purana.
  - eyaculación femenina

## En el hinduismo
Suele aparecer en los textos clásicos sánscritos como néctar. Es equivalente al concepto de ambrosía (alimento de los dioses griegos).
Se hace referencia al amrita como la bebida de los dioses, que garantiza la inmortalidad.
El amrit está relacionado con el samudra manthan o ‘Batido del océano de leche’, uno de los mitos fundamentales del hinduismo.
En el contexto del vedismo (antigua religión desaparecida, reemplazada por el hinduismo), se conoce a veces como soma y tiene diferentes significados en diversas religiones de origen indio.
Los dioses, debido a la maldición del iracundo sabio Durvasa, habían comenzado a perder la inmortalidad. Con la ayuda de los demonios asuras batieron el océano de leche (océano concéntrico que se encuentra más allá del océano de agua salada y del de agua dulce) para encontrar el ‘[néctar de la] inmortalidad’. Tras beberlo, los dioses ganaron la inmortalidad y derrotaron a los demonios.

## En el yoga
En las doctrinas yóguicas, el amrita es un líquido que puede fluir desde el chakra (centro de energía) del cerebro a través de la garganta en estados profundos de meditación. Se le considera una bendición: muchos textos yóguicos dicen que una sola gota es suficiente para conquistar la muerte y adquirir la inmortalidad.

## En el sijismo
En la comunidad sij, el amrit es el agua bendita que se utiliza en la ceremonia del bautismo, que se conoce como amrit sanskar (sacramento del amrita) o amrit chakhna. Esta ceremonia se utiliza para la iniciación de los sikhs en la hermandad khalsa.
La ceremonia requiere la bebida del amrit. Esta agua se crea mezclando cantidades diferentes de ingredientes solubles con una khanda (especie de daga), recitando las escrituras de los cantos sagrados (banis).

## En el budismo
El amrita, bajo su nombre tibetano dutsi, también aparece en la mitología del budismo tibetano, donde va unido a la muerte del monstruo Raju por Vasra Pani, cuya sangre cayó en la superficie de la Tierra e hizo surgir todo tipo de plantas medicinales.
Dutsi también hace referencia a las hierbas medicinales que se utilizan en las ceremonias de entronización de los Lamas en el budismo tibetano, conocido como drubchens. Normalmente tiene la forma de unos granos marrones oscuros y pequeños que se asocian con el bienestar.

## Nombre propio
Amrit es también un nombre propio indio para varones. Su femenino es Amritā.